# St. Laurentius (Eschenbach in der Oberpfalz)

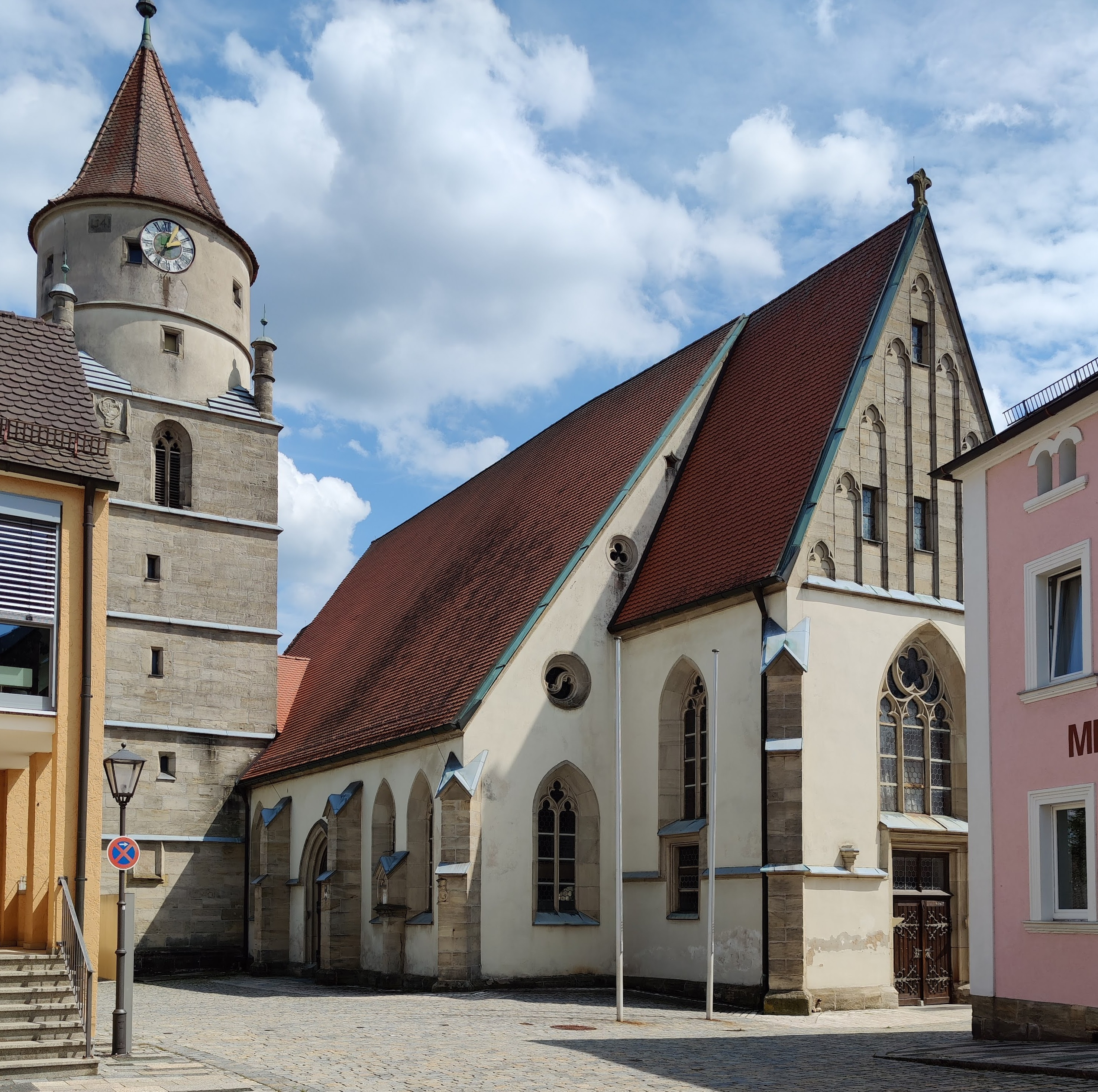
Stadtpfarrkirche St. Laurentius

Die Kirche St. Laurentius ist die katholische Stadtpfarrkirche von Eschenbach in der Oberpfalz.

## Geschichte
Das Kirchengebäude wurde 1440 an Stelle eines romanischen Vorgängerbaus erbaut; erst 1608 wurde die spätgotische Hallenkirche vollendet. Der Baubeginn des Turmes ist durch eine Tafel an dessen Westseite auf das Jahr 1492 belegt; nach 49 Jahren wurde dieser vollendet.
Die Kirche, ein spätgotischer Hallenbau, dürfte erst 1608 vollendet worden sein. Im Kreuzrippengewölbe über dem rechten Seitenaltar sind diese Jahreszahl und der Name des Landschreibers Matthes Krell angebracht. Das Gewölbe im Langhaus, das vorher eine flache Decke hatte, wurde 1578 in der evangelischen Zeit errichtet. 1560 wurde die Sakristei eingerichtet, die ursprünglich die Friedhofskapelle gewesen sein dürfte. 1893 wurde die Kirche um ein Drittel nach Westen verlängert. Die ursprüngliche Länge ist mit einer Tafel an der nördlichen Außenwand markiert.

## Baubeschreibung
Der Chor, wahrscheinlich der älteste Teil des Baus, hat ein Joch mit Schluss in fünf Achteckseiten. Das dreischiffige Langhaus, eine niedrige Staffelhalle mit erhöhtem Mittelschiff, hat vier Joche. Im Chor und im südlichen Seitenschiff befindet sich ein Kreuzrippengewölbe, die anderen Schiffe haben Netzgewölbe. Die Rippen wachsen zum Teil aus der Wand heraus, zum Teil ruhen sie auf einfachen Kragsteinen, darunter einige in Form kleiner menschlicher Köpfe. Am Chor befinden sich außen Strebepfeiler, die einmal abgesetzt sind und an ihren Abschlussgiebeln Maßwerkblenden aufweisen.

## Ausstattung

### Altäre

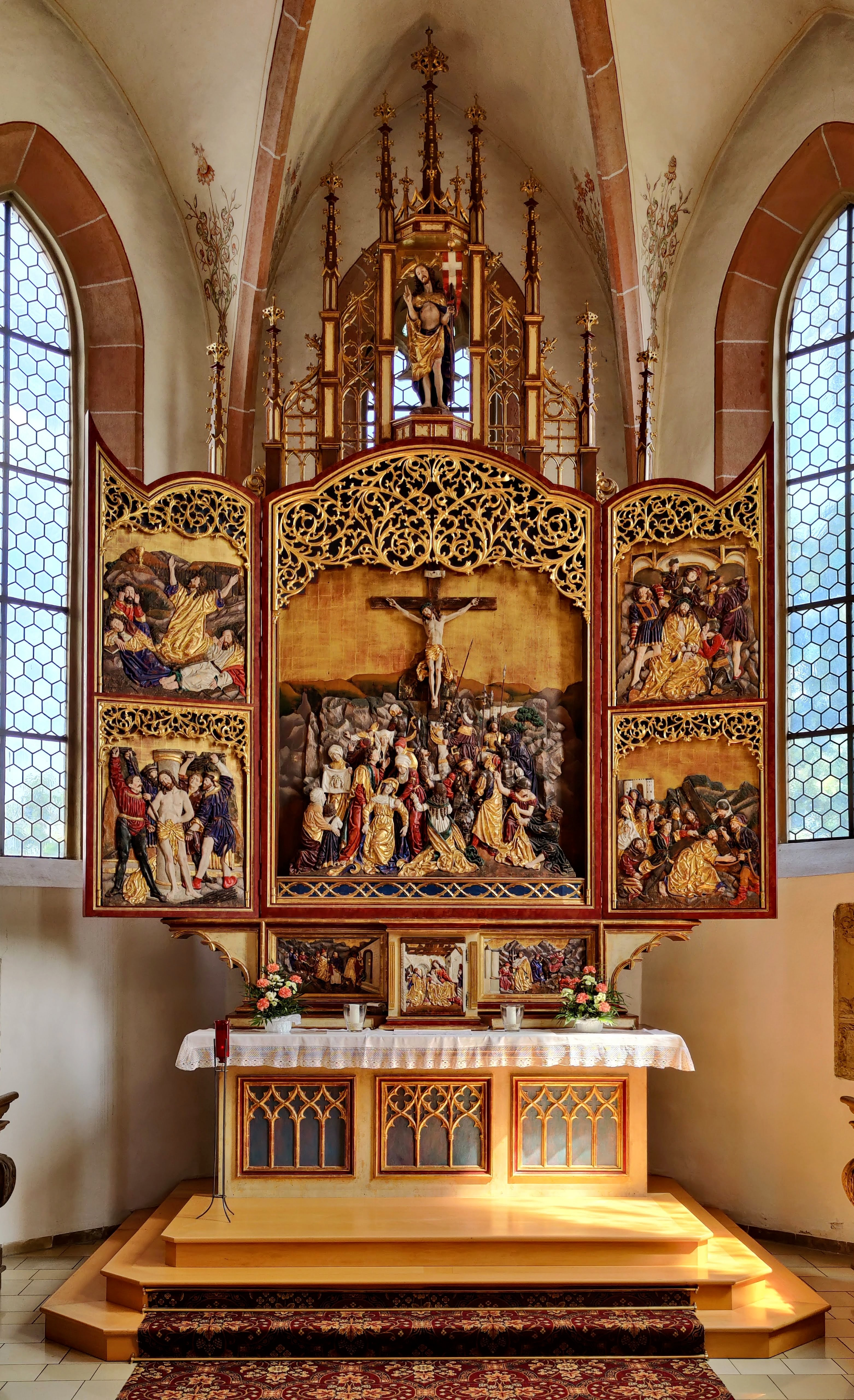
Hochaltar

Der Hochaltar von Wilfried Senoner wurde am 21. Juni 1987 geweiht. Die Predella des Hochaltares zieren Reliefs mit der Anbetung der Könige. Das Flügelretabel darüber enthält Reliefschnitzereien, die das Leiden und Sterben Jesu Christi zeigen: Ölberg, Geißelung, Dornenkrönung, Kreuztragung und – im Zentrum – Kreuzigung. Die Gruppe unter dem Kreuz gliedert sich in die trauernden Frauen mit Johannes (links) und die Soldaten mit den Pharisäern (rechts). Oben im Gesprenge steht der Auferstandene mit einer mächtigen Siegesfahne, triumphierend über Hass, Sünde und Tod. Der leidende Jesus wird nicht schmerzverzerrt gezeigt, sondern, aus dem Wissen um die Nähe Gottes, überlegen und souverän. Auf der Rückseite der Flügel sind vier Szenen aus dem Leben des Heiligen Laurentius zu sehen: Laurentius vor dem Richter, Verteilung der Kirchenschätze, Gefangennahme, Martyrium.
Den Volksaltar ziert eine Abendmahlsdarstellung, auf der die Szene der Ankündigung des Verrats durch Judas Iskariot, der den Bissen nimmt, den Jesus ihm reicht, dargestellt ist.

### Köferl-Epitaph

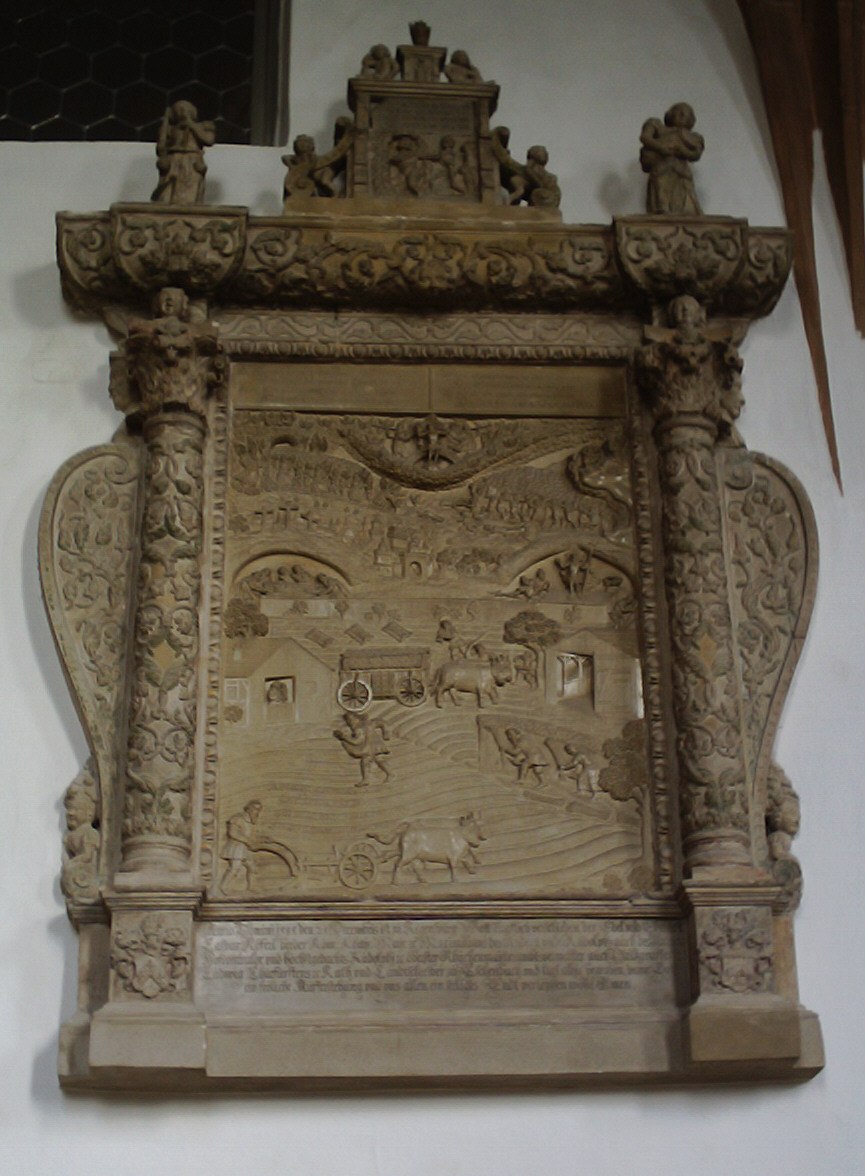
Köferl-Epitaph

An der Nordseite des Chors fällt der Blick auf das wohl bekannteste Kunstwerk der Kirche, das Köferl-Epitaph. Es hat eine Höhe von 2,50 m und eine Breite von 1,70 m. Eine szenenreiche Tafel aus Solnhofener Kalk wird umrahmt von zwei sich nach oben verjüngenden Säulen und einem etwas vorspringenden Gebälk. Zwischen den Sockeln der Säulen, welche die Wappen von Caspar Köferl und seiner Ehefrau schmücken, berichtet die Inschrift, dass der Verstorbene bei Kaiser Maximilian II. (1564–1576) und Rudolf II. (1576–1612) wichtige Hofämter innehatte. Danach war er Rat und Landschreiber Kurfürst Ludwigs von der Pfalz (1576–1583). Gestorben ist Köferl in Regensburg, nach Eschenbach wurde er überführt.
Unterhalb des Epitaphs befindet sich ein Chorgestühl aus dem 17. Jahrhundert mit gedrehten Säulen.

### Orgel

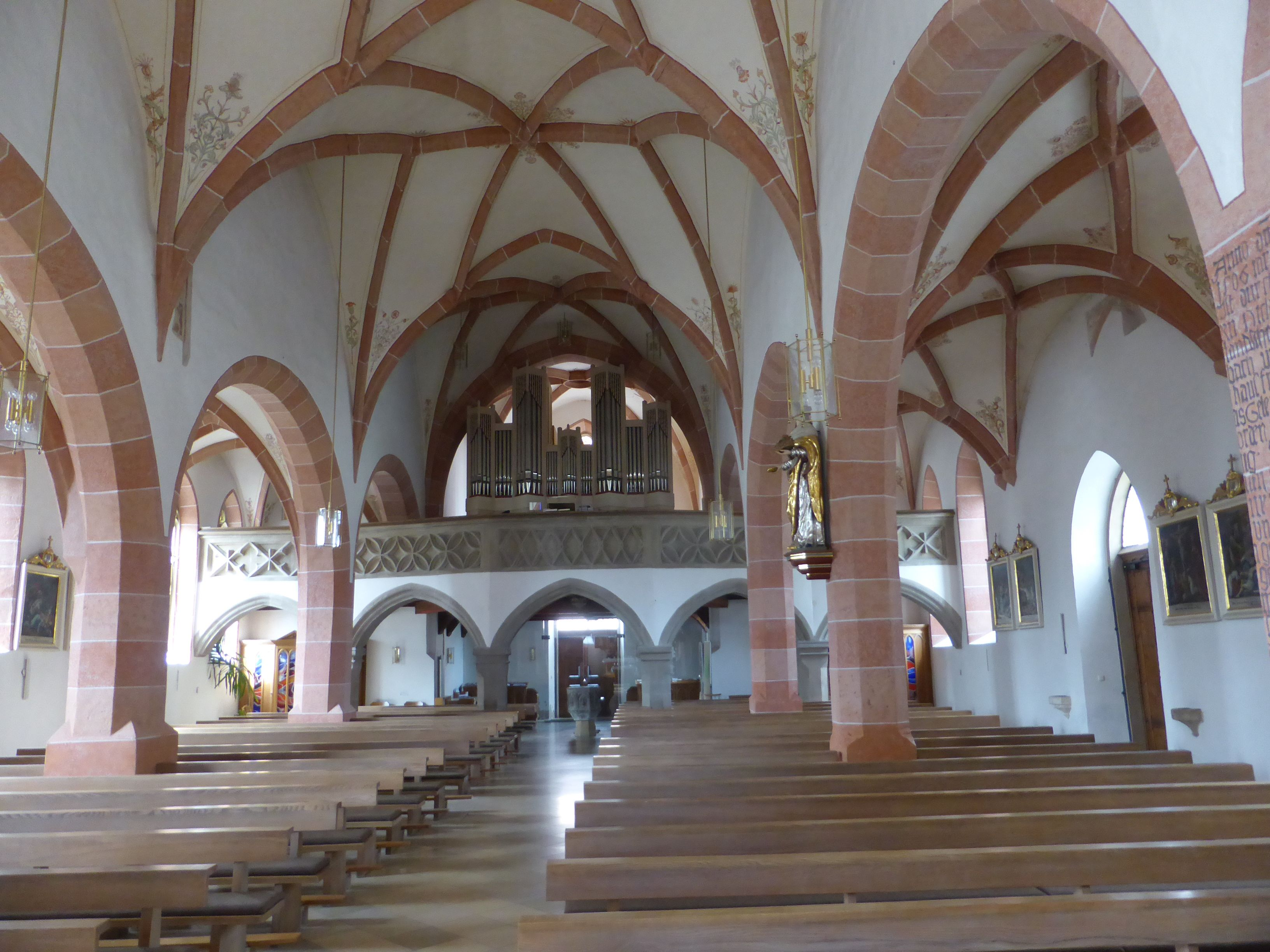
Orgelempore von St. Laurentius

Die Orgel wurde 2009 durch die Orgelbaufirma Sandtner (Dillingen) erbaut. Das Instrument ist auf 31 Register angelegt, darunter vier Transmissionen, mit zwei Manualen und Pedal. Realisiert wurden bislang 25 Register. Die Spieltrakturen sind mechanisch, die Registertrakturen mechanisch und elektrisch.
| I Hauptwerk C–g3 |             |        |
| 1.               | Bourdon     | 16′    |
| 2.               | Principal   | 8′     |
| 3.               | Copel       | 8′     |
| 4.               | Soloflöte   | 8′     |
| 5.               | Salicional  | 8′     |
| 6.               | Octave      | 4′     |
| 7.               | Blockflöte  | 4′     |
| 8.               | Quinte      | 2 ⁄3′  |
| 9.               | Superoctave | 2′     |
| 10.              | Terz        | 1 3⁄5′ |
| 11.              | Mixtur      | 1 ⁄3′  |
| 12.              | Trompete    | 8′     |
|                  | Tremulant   |        |

| II Schwellwerk C–g3 |                 |       |
| 13.                 | Geigenprincipal | 8′    |
| 14.                 | Bourdon         | 8′    |
| 15.                 | Gamba           | 8′    |
| 16.                 | Vox celeste     | 8′    |
| 17.                 | Principal       | 4′    |
| 18.                 | Querflöte       | 4’    |
| 19.                 | Flautino        | 2′    |
| 20.                 | Larigot         | 1 ⁄3′ |
| 21.                 | Sifflet         | 1′    |
| 22.                 | Mixtur          | 2′    |
| 23.                 | Trompette harm. | 8′    |
| 24.                 | Hautbois        | 8′    |
|                     | Tremulant       |       |

| Pedal C–f1 |             |     |
| 25.        | Offenbass   | 16′ |
| 26.        | Subbass     | 16′ |
| 27.        | Octavbass   | 8′  |
| 28.        | Gedecktbass | 8′  |
| 29.        | Choralbass  | 4′  |
| 30.        | Posaune     | 16′ |
| 31.        | Trompete    | 8′  |

- Koppeln: II/I, Sub II/I, I/P, II/P
- Spielhilfen: 8000-fache elektronische Setzeranlage

## Glocken
Die Stadtpfarrkirche St. Laurentius besitzt vier Glocken:
- Marienglocke (d‘), gegossen 1410 von einem unbekannten Gießer, umgegossen 1902. Gewicht: 1400 kg
- Michaelsglocke (f‘), gestiftet 1957 von Michael Zeitler. Gewicht: 904 kg
- Josefsglocke (g‘). Gewicht: 600 kg
- Sebastiansglocke (b‘). Gewicht: 400 kg